# Sayaun thunga phulka
Sayaun thunga phulka è l'inno nazionale del Nepal. È stato ufficialmente dichiarato inno nazionale del Nepal il 3 agosto 2007. La verseggiatura è dovuta al poeta Byakul Maila e la musica al compositore Amber Gurung. Il precedente inno, Rastriya Gaan, fu adottato nel 1962, rimanendo in vigore fino al 2006.

## Testo in nepalese
| Devanāgarī (ufficiale) | In alfabeto latino | Trascrizione AFI |
| 𝄆 सयौं थुँगा फूलका हामी, एउटै माला नेपाली सार्वभौम भई फैलिएका, मेची-महाकाली। 𝄇 प्रकृतिका कोटी-कोटी सम्पदाको आंचल वीरहरूका रगतले, स्वतन्त्र र अटल। ज्ञानभूमि, शान्तिभूमि तराई, पहाड, हिमाल अखण्ड यो प्यारो हाम्रो मातृभूमि नेपाल। बहु जाति, भाषा, धर्म, संस्कृति छन् विशाल अग्रगामी राष्ट्र हाम्रो, जय जय नेपाल। | 𝄆 Sayaũ thũgā phūlkā hāmī, euṭai mālā Nepālī Sārwabhaum bhaī phailiekā, Mecī-Mahākālī 𝄇 Prakṛtikā koṭī-koṭī sampadāko ā̃cala, Wīrharūkā ragatale, swatantra ra aṭala Zñānabhūmi, xāntibhūmi Tarāī, Pahāḍ, Himāla Akhaṇḍa yo pyāro hāmro mātṛbhūmi Nepāla Bahul zāti, bhāṣā, dharma, sãskṛti chan wixāla Agragāmī rāṣṭra hāmro, zaya zaya Nepāla! | 𝄆 [sʌjʌũ t̪ʰũɡa pʰulka ɦami ǀ eut̠ʌi mala nepali] [saɾʷʌbʱʌum bʱʌi pʰʌilieka ǀ met͡si mʌɦakali] 𝄇 [pɾʌkr̥it̪ika kot̠ikot̠i sʌmpʌd̪ako ãt͡sʌlʌ] [wiɾɦʌɾuka rʌɡʌt̪ʌle sʷʌt̪ʌnt̪ɾʌ rʌ ʌt̠ʌlʌ] [d͡zɲanʌbʱumi ǀ ɕant̪ibʱumi t̪ʌɾai ǀ pʌɦad̠ ǀ ɦimalʌ] [ʌkʰʌn̠d̠ʌ jo pʲaɾo ɦamɾo mat̪r̥ibʱumi nepalʌ] [bʌɦul d͡zat̪i ǀ bʱaʃa ǀ d̪ʱʌɾmʌ ǀ sãskr̥it̪i t͡sʰʌn wiɕalʌ] [ʌɡɾʌɡami raʃt̠ɾʌ ɦamɾo ǀ d͡zʌjʌ d͡zʌjʌ nepalʌ] |

## Traduzione in italiano
Siamo centinaia di fiori, una ghirlanda del Nepal
Sovrano dal Mecī al Mahākālī,
Che accumulano milioni di ricchezze della natura
Dal sangue degli eroi, indipendente ed inamovibile.
Terra di sapienza, terra di pace, pianure, colline, montagne
Indivisa quest'amata nostra madrepatria Nepal.
Diverse razze, lingue, religioni, culture sono così tante
La nostra nazione progressista, viva viva il Nepal.